# Nidderau
Die Stadt Nidderau liegt am nordöstlichen Rand des Rhein-Main-Gebiets im hessischen Main-Kinzig-Kreis.
Nidderau ist die fünftgrößte Stadt des Main-Kinzig-Kreises.

## Geografie

### Lage
Die Stadt liegt in der südlichen Wetterau und grenzt an die südwestlichen Ausläufer des Vogelsbergs, gehört aber verwaltungstechnisch noch zum Main-Kinzig-Kreis (in den 1970er Jahren Landkreis Hanau). Der Fluss Nidder gab der Stadt ihren Namen. Nidderau war im Jahr 2007 (wie auch schon in den Jahren 2004 und 2005) mit 1883 Sonnenstunden der sonnenreichste Ort in Hessen.

### Nachbargemeinde und -kreise
Nidderau grenzt im Westen an die Stadt Karben, im Nordwesten an die Stadt Niddatal, im Norden an die Gemeinde Altenstadt (alle Wetteraukreis), im Osten an die Gemeinden Limeshain (Wetteraukreis) und Hammersbach, im Süden an die Stadt Bruchköbel sowie im Südwesten an die Gemeinde Schöneck.

### Stadtgliederung
- Eichen
- Erbstadt
- Heldenbergen
- Ostheim
- Windecken

## Geschichte

### Stadtbildung
Die Stadt Nidderau entstand durch den freiwilligen Zusammenschluss der Stadt Windecken und der Gemeinde Heldenbergen im Zuge der Gebietsreform in Hessen am 1. Januar 1970. Aus diesem Grund setzt sich das Nidderauer Stadtwappen aus dem Windecker und Heldenberger Wappen zusammen.
Am 31. Dezember 1971 schlossen sich die nördlicher gelegenen Orte Eichen und Erbstadt an. Zuletzt folgte kraft Landesgesetz Ostheim am 1. Juli 1974.

### Einwohnerentwicklung
Einwohner (jeweils zum 31. Dezember; 2013: 30. Juni)

Einwohnerentwicklung von Nidderau von 1998 bis 2016

| Jahr              | Einwohner |
| ----------------- | --------- |
| 31. Dezember 1998 | 19.051    |
| 31. Dezember 1999 | 19.512    |
| 31. Dezember 2000 | 19.689    |
| 31. Dezember 2001 | 19.922    |
| 31. Dezember 2002 | 20.036    |
| 31. Dezember 2003 | 20.061    |
| 31. Dezember 2004 | 20.208    |
| 31. Dezember 2005 | 20.130    |
| 31. Dezember 2006 | 19.972    |
| 31. Dezember 2007 | 19.932    |
| 31. Dezember 2008 | 19.894    |

| Jahr               | Einwohner |
| ------------------ | --------- |
| 31. Dezember 2009  | 19.800    |
| 31. Dezember 2010  | 19.859    |
| 31. Dezember 2011  | 19.802    |
| 31. Dezember 2012  | 19.949    |
| 30. Juni 2013      | 19.964    |
| 31. Dezember 2016  | 20.051    |
| 31. Dezember 2017  | 20.120    |
| 31. Dezember 2018  | 20.333    |
| 31. Dezember 2019  | 20.830    |
| 30. September 2020 | 20.743    |

## Politik

### Stadtverordnetenversammlung
Die Kommunalwahl am 14. März 2021 lieferte folgendes Ergebnis, in Vergleich gesetzt zu früheren Kommunalwahlen:

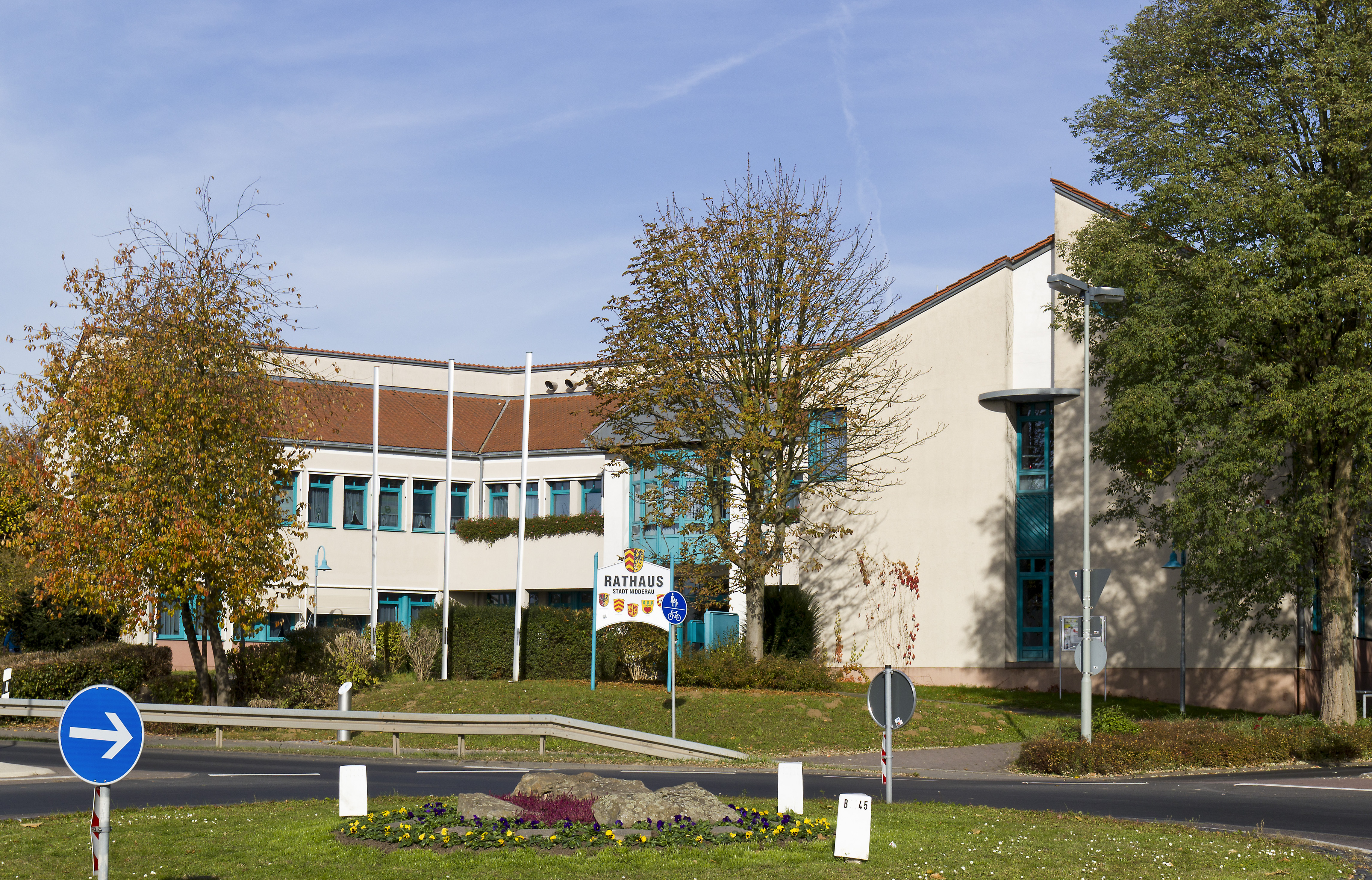
Rathaus der Stadt Nidderau

| Sitzverteilung in der Stadtverordnetenversammlung 2021Insgesamt 37 Sitze - SPD: 13 - Grüne: 7 - CDU: 13 - FDP: 1 - FWG: 3 | Parteien und Wählergemeinschaften | Parteien und Wählergemeinschaften           | % 2021 | Sitze 2021 | % 2016 | Sitze 2016 | % 2011 | Sitze 2011 | % 2006 | Sitze 2006 | % 2001 | Sitze 2001 |
| Sitzverteilung in der Stadtverordnetenversammlung 2021Insgesamt 37 Sitze - SPD: 13 - Grüne: 7 - CDU: 13 - FDP: 1 - FWG: 3 | SPD                               | Sozialdemokratische Partei Deutschlands     | 36,0   | 13         | 41,0   | 15         | 40,4   | 15         | 44,9   | 17         | 46,7   | 17         |
| Sitzverteilung in der Stadtverordnetenversammlung 2021Insgesamt 37 Sitze - SPD: 13 - Grüne: 7 - CDU: 13 - FDP: 1 - FWG: 3 | CDU                               | Christlich Demokratische Union Deutschlands | 33,9   | 13         | 33,0   | 12         | 29,3   | 11         | 32,7   | 12         | 31,5   | 12         |
| Sitzverteilung in der Stadtverordnetenversammlung 2021Insgesamt 37 Sitze - SPD: 13 - Grüne: 7 - CDU: 13 - FDP: 1 - FWG: 3 | GRÜNE                             | Bündnis 90/Die Grünen                       | 18,3   | 7          | 12,9   | 5          | 19,0   | 7          | 9,4    | 3          | 10,0   | 4          |
| Sitzverteilung in der Stadtverordnetenversammlung 2021Insgesamt 37 Sitze - SPD: 13 - Grüne: 7 - CDU: 13 - FDP: 1 - FWG: 3 | FWG                               | Freie Wählergemeinschaft Nidderau           | 9,3    | 3          | 13,1   | 5          | 9,5    | 3          | 9,8    | 4          | 11,8   | 4          |
| Sitzverteilung in der Stadtverordnetenversammlung 2021Insgesamt 37 Sitze - SPD: 13 - Grüne: 7 - CDU: 13 - FDP: 1 - FWG: 3 | FDP                               | Freie Demokratische Partei                  | 2,5    | 1          | —      | —          | 1,9    | 1          | 3,3    | 1          | —      | —          |
| Sitzverteilung in der Stadtverordnetenversammlung 2021Insgesamt 37 Sitze - SPD: 13 - Grüne: 7 - CDU: 13 - FDP: 1 - FWG: 3 | gesamt                            | gesamt                                      | 100,0  | 37         | 100,0  | 37         | 100,0  | 37         | 100,0  | 37         | 100,0  | 37         |
| Sitzverteilung in der Stadtverordnetenversammlung 2021Insgesamt 37 Sitze - SPD: 13 - Grüne: 7 - CDU: 13 - FDP: 1 - FWG: 3 | Wahlbeteiligung in %              | Wahlbeteiligung in %                        | 55,8   | 55,8       | 54,9   | 54,9       | 49,3   | 49,3       | 49,5   | 49,5       | 54,2   | 54,2       |

### Bürgermeister
Nach der hessischen Kommunalverfassung wird der Bürgermeister für eine sechsjährige Amtszeit gewählt, seit dem Jahr 1993 in einer Direktwahl, und ist Vorsitzender des Magistrats, dem in der Stadt Nidderau neben dem Bürgermeister ein hauptamtlicher Erster Stadtrat und sieben ehrenamtliche Stadträte angehören. Bürgermeister ist seit dem 15. Mai 2021 Andreas Bär (SPD), der in der Kommunalpolitik bis dahin Fraktionsvorsitzender seiner Partei war. Er wurde als Nachfolger von Gerhard Schultheiß (SPD), der nach vier Amtszeiten nicht wieder kandidiert hatte, am 29. November 2020 im ersten Wahlgang bei 58,52 Prozent Wahlbeteiligung mit 53,23 Prozent der Stimmen gewählt.
Amtszeiten der Bürgermeister
- 2021–2027 Andreas Bär (SPD)[11]
- 1997–2021 Gerhard Schultheiß (SPD)[12]
- 1991–1997 Otfried Betz (SPD)
- 1970–1991 Willi Salzmann (SPD) (zuvor 1960–1970 Bürgermeister der Stadt Windecken)

### Wappen und Flagge
Wappen

Blasonierung: „Im gespaltenen Schild vorn drei goldene Sparren in Rot, hinten in Gold ein einköpfiger schwarzer Reichsadler am Spalt.“
Das Wappen wurde der Gemeinde Nidderau im damaligen Landkreis Hanau am 4. Mai 1971 durch das Hessische Innenministerium genehmigt. Gestaltet wurde es durch den Bad Nauheimer Heraldiker Heinz Ritt.
Der Adler stammt aus dem Wappen der früheren Gemeinde Heldenbergen und zeigt deren frühere Zugehörigkeit zur Burggrafschaft Friedberg.
Die Sparren wurden aus dem Wappen der früheren Stadt Windecken übernommen und zeigen deren Zugehörigkeit zur Grafschaft Hanau. Auch die anderen drei Ortsteile gehörten früher zur Grafschaft Hanau und zeigten die Farben Rot und Gold in deren Wappen.
Flagge
Die Flagge wurde gemeinsam mit dem Wappen durch das Hessische Innenministerium genehmigt und wird wie folgt beschrieben:
„Die Flagge zeigt die beiden Farben Gelb und Rot, im oberen Drittel das Gemeindewappen.“

### Partnerschaften
Nidderau unterhält seit dem 1. September 1991 eine Partnerschaft mit dem thüringischen Gehren. Das ungarische Kurd ist seit dem 11. März 2000 ein sogenannter Kooperationspartner von Nidderau.

## Kultur und Sehenswürdigkeiten

### Neue Stadtmitte
Seit dem Zusammenschluss der Kernorte Windecken und Heldenbergen klaffte eine nur dünn besiedelte Fläche zwischen den Ortsteilen, so dass schon bald der Wunsch nach einer neuen Stadtmitte aufkam. Nach langen Beratungen in den Gremien und der Öffentlichkeit entschloss man sich, eine ca. 13 Hektar große Fläche westlich der Konrad-Adenauer-Allee als neue Stadtmitte zu entwickeln. Gebaut wurde ein etwa 11.000 Quadratmeter großes Einkaufs- und Dienstleistungszentrum mit großem Parkplatz unter dem Namen „Nidderforum“. Die Verkaufsfläche beträgt 6000 Quadratmeter. Markanter Blickpunkt der zentralen gewerblichen Fläche ist ein erhöhtes Restaurant mit Fernblick bis Frankfurt. Die umgebenden weiteren Flächen sind für Eigenheim- und Mietwohnungsbau mit ökologischen Standards freigegeben. Baubeginn des Zentrums war im Mai 2015, die Eröffnung des Nidderforums erfolgte am 2. Juni 2016.
Der am 1. September 2019 in Betrieb genommene Nidderauer Solarpark in Windecken lieferte in der Anfangsphase 1,3 Megawatt Strom. Die Errichtung schlug mit rund 2,5 Millionen Euro zu Buche.

### Bauwerke

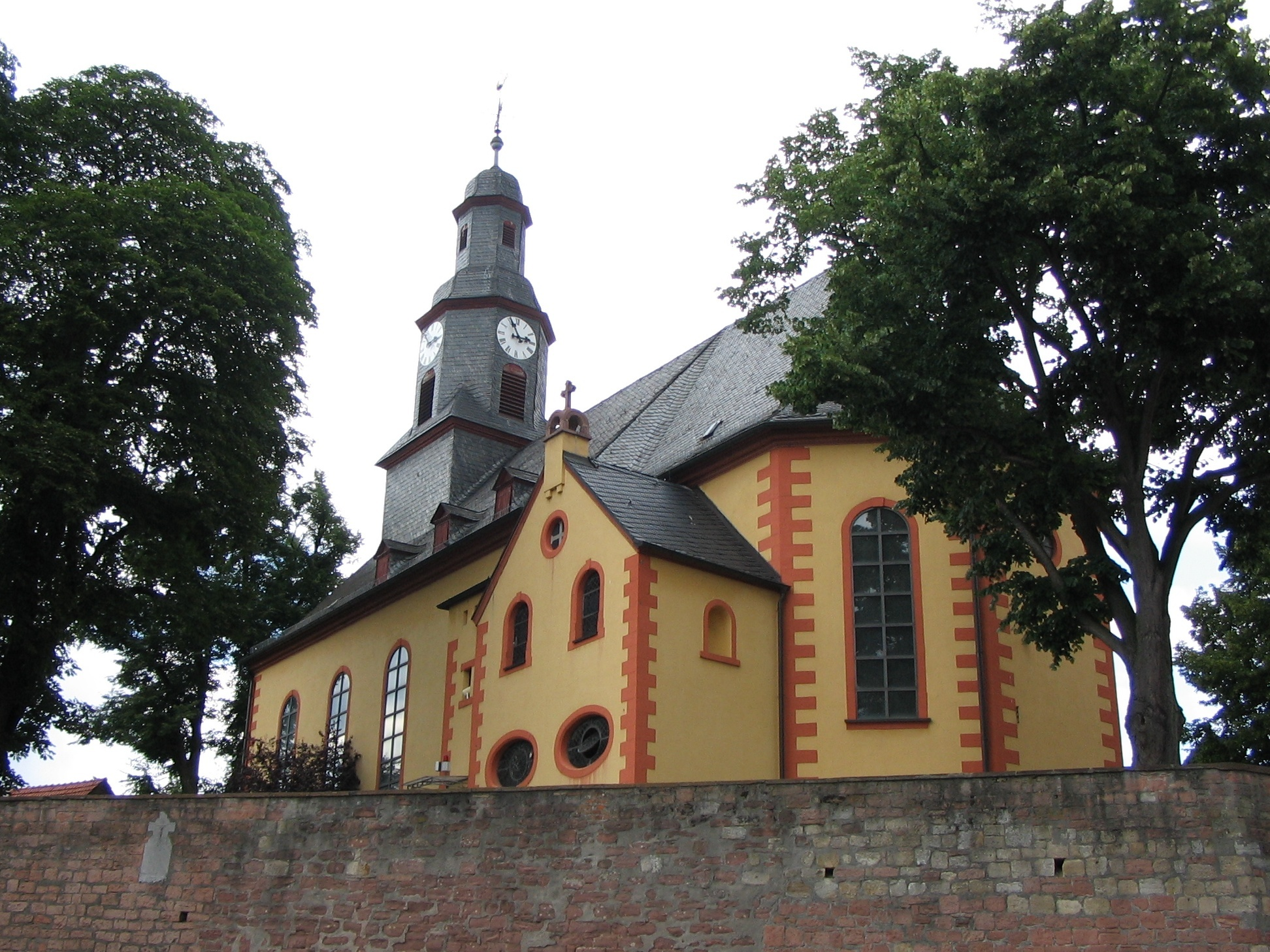
kath. Kirche Heldenbergen

- Schloss Naumburg, ehemaliges Cyriacuskloster Naumburg auf einer Anhöhe beim Erbstädter Ortsteil
- Reste der Burg Windecken
- Rathaus von 1520 und Jüdischer Friedhof in Windecken
- Stiftskirche Windecken (gotisch), Evangelische Kirche Ostheim (13. Jh.), Evangelische Kirche Eichen (um 1700), Evangelische Kirche Erbstadt (1744), Mariä Verkündigung Heldenbergen (1754)
- Oberburg in Heldenbergen
- Nicht mehr sichtbar ist die Nassburg, eine abgegangene Burg in Heldenbergen.

### Buchmesse Main-Kinzig
Seit 1999 veranstaltet die Stadt jährlich an einem Aprilwochenende (mit Ausnahme der Corona-Jahre 2020 und 2021) in der Windecker Willi-Salzmann-Halle eine regionale Buchmesse. Auf Messeständen präsentieren sich Kleinverlage und Selbstverleger, aber auch die Tages- und Werbezeitungen der Region sowie Vereine, die sich dem Drucken, dem grafischen Kunsthandwerk und der Schrifttradition widmen. Begleitet wird die Veranstaltung durch Autorenlesungen, einen Vorlesewettbewerb für Schulkinder und, am Vorabend der Messe, den Auftritt meist hochkarätiger Künstler aus den Bereichen Kabarett, Literatur oder Musik.

## Wirtschaft und Infrastruktur

### Nahversorgung
Zwischen Heldenbergen und Windecken befindet sich das Einkaufs- und Dienstleistungszentrum Nidderforum.

### Verkehr

#### Straßenverkehr
In Nidderau kreuzen sich die Bundesstraße 45 und die Bundesstraße 521. Eine westliche Ortsumgehung für den Kernort Heldenbergen/Windecken wurde von 2009 bis 2015 gebaut, welche die Stadt vom Durchgangsverkehr vor allem in nord-südlicher Richtung entlastet. Die Gesamteröffnung der rund 8,3 Kilometer langen Strecke erfolgte Ende Juni 2015.

#### ÖPNV
Die wichtigste Buslinie ist die Linie 562, die Nidderau und seine Stadtteile mit Hanau verbindet. Zu massiven Protesten kam es nach dem Fahrplanwechsel 2009, durch den sich die Fahrtzeit massiv verlängert hat, da das südlich gelegene Bruchköbel nicht mehr umfahren, sondern durchquert wird. Zudem gibt es auch die Stadtbuslinie MKK-45, die den Stadtteil Heldenbergen besser erschließt.

#### Bahn
Im Stadtgebiet von Nidderau verlaufen zwei Bahnstrecken, die sich hier treffen. Der Bahnhof Nidderau liegt an der Bahnstrecke Friedberg–Hanau und der Niddertalbahn von Bad Vilbel nach Glauburg-Stockheim. Es bestehen Verbindungen nach Frankfurt am Main, Hanau, Friedberg und Glauburg-Stockheim am Vogelsberg. Daneben gibt es die drei Haltepunkte Nidderau-Windecken und Nidderau-Eichen an der Niddertalbahn sowie Ostheim (Kr Hanau) an der Bahnstrecke Friedberg-Hanau.

#### Radwege
Durch die Ortsteile Windecken und Eichen führt der Radwanderweg Bahnradweg Hessen. Er führt auf ehemaligen Bahntrassen ca. 250 km durch den Vogelsberg und die Rhön.

### Bildung
In der Stadt Nidderau gibt es vier Grundschulen, die Grundschule Ostheim, die Albert-Schweitzer-Schule Nidderau im Ortsteil Heldenbergen, die Kurt-Schumacher-Schule in Windecken und die Paul-Maar-Schule in Eichen. Darüber hinaus gibt es mit der Johann-Hinrich-Wichern-Schule im Stadtteil Ostheim eine Schule für Lernhilfe und Sprachheilschule und in Heldenbergen die Bertha-von-Suttner-Schule, eine integrierte Gesamtschule für die Klassen 5 bis 10.

## Persönlichkeiten
- Wilhelm Adam (1893–1978), geboren in Eichen, Politiker und General
- Rudolf Anzinger (* 1952), geboren in Windecken, Staatssekretär in mehreren Bundesministerien
- Andreas Bär (* 1982), Politiker (SPD) und Bürgermeister der Stadt Nidderau
- Otfried Betz (1938–2020), Politiker (SPD), ehemaliger Bürgermeister der Stadt Nidderau
- Rolf Gundlach (1931–2016), geboren in Heldenbergen, Ägyptologe
- Dietmar Köppel (* 1959), Schauspieler (Ein Fall für Zwei, Tatort, Der Weilburger Kadettenmord, Die Judenbuche (1980) u. a.), Sänger, Regisseur. Er war unter anderem am Schauspiel Frankfurt und Volkstheater Frankfurt engagiert.
- Heinrich Kurz (1862–1934), geboren in Windecken, Erfinder des sog. Süßen Heinrich, eines Zuckerstreuers. Er meldete auch ein Patent zur Geradestellung des Schiefen Turms von Pisa an.
- Nico Kurz (* 1997), Dartspieler
- Heinrich Wilhelm Laubach (1835–1906), geboren in Eichen, Kommunalpolitiker und Abgeordneter des Provinziallandtages der Provinz Hessen-Nassau
- Wilhelm Leisler (1803–1871), geboren in Windecken, Gutsbesitzer, Kommerzienrat und Mitglied der kurhessischen Ständeversammlung
- Katharine Mehrling (* 1974 oder 1975), Sängerin, Musicaldarstellerin, Schauspielerin
- Lennard Oehl (* 1993), Bundestagsabgeordneter (SPD)
- Lassa Oppenheim (1858–1919), geboren in Windecken, deutscher Jurist
- Konrad Quillmann (1936–2002), deutscher Künstler, Keramiker und Designer für Porzellan KPM – Königliche Porzellan-Manufaktur Berlin, gestorben in Ostheim
- Bernd Reuter (* 1940), geboren in Heldenbergen, Politiker (SPD) und ehemaliger Bundestagsabgeordneter.
- Simone Reuthal (* 1979), Radio- und Fernsehmoderatorin
- Willi Salzmann (1930–1993), Politiker (SPD), 1. Bürgermeister der Stadt Nidderau
- Heinrich Schäffer (1811–1877), geboren in Erbstadt, Bürgermeister von Erbstadt und Mitglied der Zweiten Kammer der kurhessischen Ständeversammlung
- Heinrich Philipp Schmidt (1863–1933), geboren in Windecken, Landwirt und Abgeordneter des Provinziallandtages der preußischen Provinz Hessen-Nassau
- Ernst Schneider (1900–1977), geboren in Heldenbergen, Unternehmer und Präsident des Deutschen Industrie- und Handelskammertages (DIHK)
- Gerhard Schultheiß (* 1963), Politiker (SPD) und Ehrenbürgermeister sowie Ehrenbürger der Stadt Nidderau
- Karl Seifried (1914–2010), geboren in Heldenbergen, Gründer von Ameropa-Reisen und Stifter
- Elga Sorbas (1945–2018), geboren in Windecken, Schauspielerin
- Alan Woerner (1952–2011), geboren in Osterau, Songschreiber und Bandleader